# Hanna Ongelin
Hanna Ongelin, född 14 augusti 1848 i Helsinge socken, död 17 juni 1893 i Helsingfors, var en finländsk författare.
Ongelin var en av de första som tog upp kvinnosaken i Finland.

## Biografi
Ongelin var dotter till kaplanen Henrik Ongelin och Anna Lovisa Kjellin, men blev tidigt faderlös och fick sin utbildning vid Svenska fruntimmersskolan i Helsingfors och Konstföreningens ritskola. Ongelin var därefter anställd som senatskopist, men slutade 1882 för att ägna sig åt författarskap. Hon hade redan 1872 debuterat med den dramatiska dikten Helmi, vars romantiska handling utspelas på 1100-talet under det första korståget. Hennes fortsatta författarskap innefattar omfattande underhållningsromaner av enklaste slag, som de i Stockholm utgivna Ödets dom och Den gamla fyrbåkens hemlighet. I Finland utgav hon noveller, i vilka hon kräver rätt för kvinnan att utbilda sig och förvärvsarbeta. Hon ansåg också att kvinnan inte bara behöver kunna försörja sig själv, utan vid behov också sin man, och att kravet på sexuell oerfarenhet vid giftermålet skall gälla både man och kvinna. Hon skrev även pamfletter om sedlighet och nykterhet.  
Med sitt originella författarskap fick Ongelin allt svårare att hitta förläggare, och hon tvingades därför att ge ut på eget förlag och själv sköta försäljningen. I mitten av 1880-talet lämnade hon Helsingfors och flyttade till Viborg, där hon på grund av sin uppseendeväckande personliga stil (kortklippt hår, herrhatt, rökte och något alkoholiserad) blev föremål för illvilliga kåserier i ortspressen. Hon flyttade då till Lembois, där hon bodde hos skådespelerskan Selma Lundahl. Romanen Knallhattarne är en uppgörelse med de många motståndare, som hon med tiden hade fått. Hennes sista bok, vilken bygger på barndomsminnen från Helsinge, utkom 1892 och anses hålla högre klass än hennes tidigare verk. Avsikten var att boken skulle få en fortsättning, men den utkom aldrig då hon avled i lunginflammation vid 44 års ålder.